# ما بعد (رواية)
ما بعد After هي رواية من تأليف الكاتبة الأمريكية فرانسين بروز. 
نشرت للمرة الأولى في عام 2003.

## الموضوع
وتدور حول الأحداث التي تلت إطلاق النار في إحدى المدارس، والمعروفة باسم بمذبحة مدرسة كولومبين الثانوية في عام 1999.
بعد إطلاق نار على مدرسة على بعد 50 ميلاً، يحاول مستشار الحزن والأزمات الجديد (الدكتور ويلنر) السيطرة على حياة الطلاب، مستخدمًا المأساة الأخيرة كذريعة لتقييد حياتهم بشكل متزايد. ويتم التحكم في المدرسة تدريجيًا من قبل الإدارة، ويختفي الطلاب الذين لا يلتزمون بالقواعد الجديدة ، ولن يتم رؤيتهم مرة أخرى.
وحبكة الرواية مشابهة لرواية 1984 لجورج أورويل.
تشمل أوجه التشابه تطبيع الدعاية والمراقبة مع شاشات العرض في رواية 1984 وأجهزة التلفزيون في الحافلات المدرسية التي تنفث ما يسمى بالمحتوى التعليمي الذي تبين أنه خاطئ بشكل صارخ. تتطرق هذه الروايات أيضًا إلى غسل الدماغ، حيث يتم إرسال رسائل البريد الإلكتروني الليلية إلى الآباء لإقناعهم بإرسال أطفالهم بعيدًا إلى معسكرات إصلاحية لا يعودون منها أبدًا.
في المقابل، تدور أحداث الرواية أثناء الإصلاحات، حيث يُظهر كيف سُمح بحدوثها ، بينما تظهر رواية 1984 فقط العواقب وحتميتها. تُظهر نهاية الرواية أيضًا الشخصية الرئيسية توم بيشوب (Tom Bishop) وهو يهرب من بلدته مع أصدقائه وعائلته، وهي نهاية أخف بكثير من رواية 1984.